# بابی براون (چهره‌پرداز)
بابی براون (انگلیسی: Bobbi Brown؛ زادهٔ ۱۴ آوریل ۱۹۵۷) چهره‌پرداز، مؤسس بابی براون کازمتیکس و اهالی کسب‌وکار اهل ایالات متحده آمریکا است. وی همچنین برندهٔ جوایزی همچون ۱۰۰ زن شده است.